# KB Kookmin Bank
KB Kookmin Bank est l'une des plus grandes banques de Corée du Sud. Elle est créée en 1963.

Présente dans la région APAC[Quoi ?], l'établissement bancaire a ouvert sa première filiale à Hanoï, après avoir reçu l’autorisation de la banque centrale du Vietnam. Kookmin Bank peut désormais servir les intérêts des entreprises coréennes présentes au Vietnam, en misant notamment sur les services bancaires numériques.
1. ↑  Répertoire mondial des LEI (base de données en ligne), consulté le 17 septembre 2024.